# Dōtaku
Dōtaku (銅鐸) so japonski zvonovi, uliti iz relativno tankega brona in bogato okrašeni. Dōtaku so uporabljali približno 400 let, med 2. stoletjem pr. n. št. in 2. stoletjem n. št. (kar ustreza koncu obdobja Jajoi) in so jih uporabljali skoraj le kot okraske za obrede. Bili so bogato okrašeni z vzorci, ki predstavljajo naravo in živali, med katerimi so kačji pastir, bogomolka in pajek. Zgodovinarji menijo, da so dōtaku uporabljali za molitev za dobre letine, saj so prikazane živali naravni sovražniki škodljivcev, ki napadajo riževa polja.
Po japonskem ljudskem izročilu so dōtaku uporabljali kot zvonce v sili (na primer zvonec stražnega stolpa); namenjen predvsem v primeru invazije, predvsem vsiljivcev s korejskega polotoka. Ko so stražarji opazili napadalce, so glasno zazvonili z dōtaku kot alarm, da so lahko ljudje skrili sebe ali svoje imetje in opozorili bojevnike, naj se pripravijo na odbijanje sovražnika.
V mestu Jasu v prefekturi Šiga v osrednji Japonski je muzej dōtaku, posvečen zvonovom.

## Zgodovina
V obdobju Jajoi (400 pr. n. št. - 300 n. št.) se je pojavilo veliko število tehnoloških inovacij. Za razliko od prejšnjega nomadskega ljudstva Džōmon so Jajoi imeli velike skupnostne naselbine in so gojili riž. Poleg tega so se naučili ulivati bron in železo, da bi ustvarili različne kovinske predmete, kot so orožje, ogledala in več vrst orodja. Med bronastimi predmeti so nastali dōtaku, eden najznačilnejših predmetov te dobe. V zadnjih letih so predmet preučevali raziskovalci, da bi razvozlali njihov izvor, kako so bili ustvarjeni, njihove različne namene in razloge za slike na osrednjem delu.

## Izvor
Čeprav je koncept dōtaku dobro znan artefakt iz obdobja Jajoi, sprva ni izviral iz Japonske. Glede na številne študije naj bi ti zvonovi izhajali iz »prejšnjih, manjših korejskih primerkov, ki so krasili konje in druge udomačene živali«, iz kitajskih govejih zvoncev ali han kitajskih zhong, ki so bili zvonovi brez kembljev, in so se uporabljali za komponiranje obredne glasbe. Vendar nadaljnje študije kažejo, da Jajoi niso imeli govedorejskih farm, in čeprav ima več dōtakujev obešalne obroče in kemblje, ob udarcu oddajajo »pridušene tone«] ali »ropotanje«, kar nakazuje, da niso bili namenjeni zvonjenju. Zato so bili vsi zvonovi iz Kitajske uvoženi kot obredni predmeti.

### Lokacija
Skupno je bilo na Japonskem najdenih več kot štiristo dōtakujev predvsem v zahodnem Honšuju, okrožju Tokai, na Šikokuju in regiji Kansai, in sicer v Kjotu, Nari in Osaki. Prvo zabeleženo odkritje dōtakuja je bilo leta 662 v templju v prefekturi Šiga. Pogosto jih »najdemo pokopane na izoliranih pobočjih« bodisi »posamezno, [v] parih ali v velikih skupinah« skupaj z različnimi bronastimi ogledali in orožjem. Ko so zakopani v skupinah, raziskovalci ugibajo, da je vsak več klanov zakopali svojega edinega dōtakuja na enem območju, da bi označili enotnost vseh klanov.

## Videz
Fizično je telo dōtakuja sestavljeno iz oblike prisekanega stožca z ovalnim prerezom  in »ima vrste vodoravnih pasov, ki so v sredini razdeljeni z navpično vrsto«. Zgornji in stranski del trupa se usloči in razširi na dodelano prirobnico, napolnjeno z žagasto obliko in štrlečimi spiralami. Materiali, uporabljeni za dōtaku, prihajajo tako iz Koreje kot iz Kitajske, saj »bronasti viri niso bili najdeni do 7. stoletja«, zato je bron veljal za dragocenejšega od železa. Poleg tega so raziskovalci odkrili sledi svinca znotraj zvonov, kar je bila običajna značilnost kitajskih kovin. Ti zvončki Jajoi se razlikujejo po višini približno od 10 cm do 127 cm. V povezavi z različno višino so se zelo razlikovali tudi slogi zvonov. V več regijah se je ta razpršena proizvodnja nadaljevala, dokler se ni zbrala skupina kovačev brona in se odločila za standard.

### Izdelava
Ti zvonovi so bili prvotno izdelani z uporabo dvodelnih kalupov iz peščenjaka, v katere so bili vklesani motivi, da bi ustvarili videz dvignjenega brona na zunanji površini. Veliko teh kalupov iz peščenjaka je bilo najdenih v izobilju v severnem Kjušuju  in v bližini Kjota, Osake in Nare. Sčasoma so dōtaku postopoma postajali večji in tanjši, ker so jih začeli izdelovati v glinenih kalupih namesto iz peščenjaka. To je omogočilo podrobnejše delo, kot so preproste črtne risbe, v primerjavi z manjšimi in debelejšimi kalupi iz peščenjaka.

## Glavni namen
Raziskovalci še vedno razpravljajo o drugih nameni dōtakuja, vendar je gotovo, da so bili uporabljeni za poljedelske obrede, kar podpirajo različni viri. Raziskovalci domnevajo, da so bili dōtakuji, ko niso bili v uporabi, zakopani »v zemljo, da so prejeli življenjsko moč Zemlje«, s čimer so zagotavljali kmetijsko plodnost skupnosti; verjeli so tudi, da so jih uporabljali za molitev za dež. Ta prepričanja in predlogi so podprti z dejstvom, da so imeli številni dōtakuji podobe »tekoče vode, vodnih ptic, rib, čolnov in kmetijskih predmetov«. Čeprav ni znano, ali so dōtaku uporabljali poglavarji majhnih skupnosti ali vasi na javnih praznikih skupnosti, je gotovo, da so pripadali skupnosti kot celoti in ne posamezniku. Nekatere alternativne teorije vključujejo uporabo dōtakuja kot »sončna ura, za pridobivanje zlata, ogrevanje vode za kopanje ali povezano s skrivnimi judovskimi praksami«, čeprav imajo te razlage malo podpore v glavni arheološki skupnosti.

## Podobnost s kitajskimi podobami
Okraski na dōtaku vsebujejo veliko vidikov, ki spominjajo na kitajske predmete. Številni zgodnji zvonovi so na primer imeli »nežne okraske, [ki] spominjajo na sodobna kitajska ogledala«. Šele pozneje v dobi Jajoi so začeli uporabljati okraske s prizori živali in ljudi, ki lovijo ali kmetujejo. Skupaj s temi upodobitvami so tudi podobe značilnih Jajoi dvignjenih kašč in prizorov strganja riža.

### Jelen
Na dōtakuju se najpogosteje pojavljajo številne upodobitve jelenov, čeprav so Jajoi jedli predvsem divjega prašiča. Glede na Harima Fudoki, serijo poročil sestavljenih v obdobju Nara (710 n. št. - 793 n. št.), je obstajal »magični obred sejanja semen v jelenovo kri, ki so ga uporabljali za pospešitev kalitve riževe rastline«, ker je veljalo, da »življenjska moč jelena pomaga pri rasti riža«.

## Raziskave
Obstajajo tudi študije o tem, ali so podobe na dōtakuju pomembne. Po besedah raziskovalca po imenu Oba vsebuje vsaka slika skrit piktogram, ki ga je mogoče dešifrirati s fonetičnim branjem. Na primer, sliko človeka, ki strelja na jelena, lahko beremo kot iru ka' (ustreliti jelena), toda če se slike združijo v Iruka, se nanašajo na Soga no Iruka, ki je referenca dinastije Soga. Z več branji je Oba odkril, da risbe »vsebujejo sklicevanja na točno določene osebe, kraje in dogodke v japonski prazgodovini« ter »informacije o oblikah stavb, lovskih navadah in drugih vidikih vsakdanjega življenja«, morda ostalo za prihodnje generacije. Vendar so drugi raziskovalci zaradi pomanjkanja konkretnih dokazov menili, da je malo verjetno, da so slike dejansko skriti piktogrami; možno je da so slike samo slike. Kljub pomanjkanju dokazov raziskovalci verjamejo, da slike niso le naključne slike, narisane zaradi umetnosti, da je za njimi nek drug pomen.